# Ладиженський Петро Анатолійович
Петро́ Анато́лійович (Нафтулович) Лади́женський (10 листопада 1946, Кам'янець-Подільський) — український композитор.

## Біографічні відомості
Навчався в Кам'янець-Подільській дитячій музичній школі. Закінчив Хмельницьке музичне училище, 1972 року Київську консерваторію (у Миколи Дремлюги).
У 1972—1985 роках викладав у Криворізькому, у 1985—1995 роках — у Новосибірському музичних училищах. Від 1996 року живе в Санкт-Петербурзі.

## Твори
- Балети
  - «Вій» за мотивами повісті Миколи Гоголя (1977),
  - «Місяць росте на небосхилах» (1977),
  - «Пісня, що пронизала ніч» (1987),
  - «Вінні-Пух і все-все-все» (1996).
- Опери
  - «Таємниця заповітної поляни» (1989),
  - «Без вини винуваті» (1995),
  - «Поема Прометея» (1996)
  - «Записка» (на вірші Людмили Фадєєвої)
- Моноопера «Липа вікова» (1991).
- 6 сюїт для скрипки і фортепіано (1994—1995).
- Концерт для контрабаса з симфонічним оркестром (1983).
- Вокальний цикл «Випускаю думи свої» на слова Павла Гірника (1991).